# Abdij van Lindau
De Abdij van Lindau was een tot de Zwabische Kreits behorende damessticht binnen het Heilige Roomse Rijk, gelegen in de Duitse stad Lindau.
In de vroege middeleeuwen werd het damessticht Onze Lieve Vrouwe onder de linden gesticht. Het sticht werd voor het eerst in 822 vermeld. Waarschijnlijk was de stichter graaf Adalbert van Raetien. Ten westen van het sticht ontstond een burgerlijke nederzetting, de latere rijksstad Lindau. Deze stad wist zich in de dertiende eeuw onafhankelijk van het sticht te maken.
Na 1466 noemde de abdis zich vorstin verheven, maar dit werd niet door de keizerlijke kanselarij erkend en de abdis had dan ook geen zetel op de vorstenbank van de Rijksdag. Sinds de zestiende eeuw was het sticht rijksvrij. De abdis werd na 1575 niet meer tot de rijsprelaten gerekend. Het sticht bezat buiten het klooster geen grondgebied. De inkomsten kwamen uit landerijen.
In de Reichsdeputationshauptschluss van 25 februari 1803 werd in paragraaf 22 de overdracht van stad en klooster aan de vorst van Bretzenheim geregeld. Dit als schadeloosstelling voor het verlies van Bretzenheim en Winzenheim. Hierdoor ontstond er een rijksvorstendom Lindau. Er was echter nog steeds geen zetel in de rijksvorstenraad van de rijksdag aan verbonden.
Vorst Karel August van Bretzenheim was een natuurlijke zoon van keurvorst Karel Theodoor van Beieren. Hij ruilde zijn nieuwe vorstendom in 1804 met Oostenrijk tegen landgoederen bij Regez in Hongarije. Hierdoor ging Lindau deel uitmaken van Vorarlberg.
Ook dit was niet van lange duur, want in de vrede van Presburg van 15 december 1805 stond Oostenrijk volgens artikel 8 onder andere Vorarlberg en de voormalige rijksstad Lindau af aan het nieuwe koninkrijk Beieren.